# Шарицы
Шарицы — деревня в Весьегонском муниципальном округе Тверской области.

## География
Деревня находится в северо-восточной части Тверской области на расстоянии приблизительно 10 км на северо-запад по прямой от районного центра города Весьегонск на левом берегу речки Шарица.

## История
Возникла в начале XIX века, как постоялый двор на большой дороге. Дворов было 12(1859), 17 (1889), 34 (1931), 58(1963), 38 (1993),. До 2019 года входила в состав Ёгонского сельского поселения до упразднения последнего.

## Население
Численность населения: 65 человека (1859 год),105 (1889), 171 (1931), 180(1963), 55 (1993), 37 (русские 100 %) в 2002 году, 29 в 2010, 0 (2017).